# 一心寺
一心寺，位在台灣台北市建國南路，為主祀釋迦牟尼佛之佛教廟宇。該廟宇興建於1964年，原名一心佛堂，後配合政府政策，於1988年改名為一心寺至今，為台北大安區的公寓式建築廟宇。另外，該廟宇的組織型態為管理人制，祭典日期則是每年農曆之四月八日浴佛節。